# Beatrice Serota
Beatrice Serota (née Katz ; 15 octobre 1919 - 21 octobre 2002) est une femme politique britannique et vice-présidente de la Chambre des lords.

## Jeunesse
Beatrice Katz grandit dans l'East End de Londres, fille de réfugiés juifs d'Europe centrale. Elle est surnommée "Bea" ou "Bee" depuis son plus jeune âge
.
Elle fait ses études à l'école John Howard Grammar pour filles  et à la LSE, où elle étudie l'économie et en 1976 elle en devient membre honoraire.

## Carrière
Elle rejoint la fonction publique en 1941 et travaille au sein du ministère du Combustible et de l'Énergie pendant les années de la Seconde Guerre mondiale jusqu'en 1946.
Elle est membre de l'ancien Hampstead Borough Council immédiatement après la Seconde Guerre mondiale et siège ensuite successivement au London County Council, en tant que représentante de Brixton, et au Greater London Council, en tant que représentante de Lambeth. Jusqu'à la fin de sa vie, elle s'est consacrée à Hampstead.
Le 20 janvier 1967, elle est créée pair à vie en tant que baronne Serota, de Hampstead dans le Grand Londres.
Harold Wilson la nomme whip du gouvernement et la propose au poste sensible d'adjoint de Richard Crossman, ayant refusé de promouvoir Roy Hattersley, qu'il soupçonne de déloyauté 
Elle est ensuite whip en chef. Elle est vice-présidente de l'Inner London Education Authority, occupant ce poste pendant trois ans jusqu'en 1967. Elle préside le comité des enfants du LCC pendant sept ans, et est membre du Conseil central de formation pour la garde d'enfants pendant au moins neuf ans 
Elle est présidente du conseil consultatif sur le système pénal et le premier ombudsman du gouvernement local. Elle est membre de la Community Relations Commission et de la BBC Complaints Commission et membre de la BBC. Elle siège au Longford Committee on Crime et au Latey Committee, qui conduit à l'abaissement de l'âge de la majorité à 18 ans. À la Chambre des lords, elle est vice-présidente en 1985, puis principale vice-présidente des comités.

## Vie privée
Son futur mari, Stanley Serota, dont la famille est venue de Russie, habitait à côté; ils se sont mariés en 1942. Il a un diplôme d'ingénieur civil.
Setota a deux enfants. Son fils Nicholas Serota est né en 1946 devient plus tard le directeur de la Tate Gallery. Sa fille, Judith, est née en 1948 et s'est lancée dans une carrière dans les arts.
En 1992, la baronne Serota est nommée Dame Commandeur de l'Ordre de l'Empire britannique (DBE).